# Cyathea bellisquamata
Cyathea bellisquamata là một loài dương xỉ trong họ Cyatheaceae. Loài này được Bonap. mô tả khoa học đầu tiên năm 1925.